# Oskar Lange
Oskar Ryszard Lange (Tomaszów Mazowiecki, 27 luglio 1904 – Londra, 2 ottobre 1965) è stato un economista e ambasciatore polacco. Fu fra i maggiori specialisti di econometria, applicandola alla programmazione. È considerato il padre delle riforme economiche che ispirarono riforme nei Paesi socialisti e del Terzo Mondo.

## Biografia
Figlio di un industriale tessile di Cracovia, nel periodo fra le guerre mondiali emigrò per motivi politici negli Stati Uniti (1935) e ne prese la cittadinanza. Lavorò alle università del Michigan, della California, di Stanford e di Chicago.
Nel 1945, dopo due soli anni di cittadinanza statunitense, riprese la cittadinanza polacca e tornò al servizio del suo Paese. Fu ambasciatore a Washington e rappresentante della Polonia all'ONU. In Polonia occupò cariche pubbliche di sempre maggiore responsabilità: presidente del Consiglio Economico (1957-1962), diede un contributo alla pianificazione economica del Paese.
Sostenitore sin dal 1938 della razionalità dell'economia socialista, ne elaborò un modello decentralizzato, che fu alla base del socialismo di mercato jugoslavo. 
La sua fama di luminare dei problemi della programmazione lo fece invitare, come consigliere, da molti governi del Terzo Mondo, (tra cui India, Egitto e Iraq). 
La sua vasta produzione di saggi, pubblicati soprattutto nel periodo americano, ne ha fatto un maestro per gli economisti orientali e per quelli occidentali.

## Opere
- AA.VV., Teoria economia e economia socialista, Giulio Savelli editore, Roma, 1975, pp. 61-135 e pp. 147-150.